# Risto Tarkkila
Risto Tarkkila ist ein ehemaliger finnischer Skispringer.

## Werdegang
Tarkkila bestritt mit der Vierschanzentournee 1965/66 sein erstes und einziges internationales Turnier. Dabei erreichte er beim Auftaktspringen auf der Schattenbergschanze in Oberstdorf mit dem 18. Platz sein bestes Einzelergebnis. Nachdem er jedoch auf der Großen Olympiaschanze in Garmisch-Partenkirchen nur den 58. und auf der Bergiselschanze in Innsbruck nur den 84. Platz erreichte, brach er die Tournee nach drei der vier Springen ab und reiste nicht mit der Mannschaft nach Bischofshofen. In der Tournee-Gesamtwertung erreichte er mit 456,5 Punkten den 72. Platz.

## Erfolge

### Vierschanzentournee-Platzierungen
| Saison  | Platz | Punkte |
| ------- | ----- | ------ |
| 1965/66 | 72.   | 456,5  |